# Lingua bulgara
La lingua bulgara o bulgaro (nome nativo: български език?, bălgarski ezik; AFI: ˈbɤ̞lɡɐrski ɛˈzik · ) è una lingua slava meridionale parlata principalmente in Bulgaria. Al 2022, è parlata da 8,3 milioni di parlanti totali.

## Distribuzione geografica
Secondo Ethnologue, il bulgaro nel 2013 era parlato da circa 7,8 milioni di persone, la maggior parte delle quali (circa 7 milioni) stanziate in Bulgaria. Gli altri 700.000 locutori sono sparsi tra Moldavia, Ucraina, Romania, Grecia, Serbia, Turchia, Ungheria, Israele, Stati Uniti, Italia e Canada.

### Lingua ufficiale
È la lingua ufficiale della Bulgaria, dell'Unione europea e della repubblica monastica del Monte Athos. È lingua co-ufficiale o minoritaria riconosciuta in Moldavia, Romania e Serbia (eccetto nel Banato serbo).
Fino al 2014 era riconosciuta come lingua ufficiale della cospicua minoranza bulgara in Ucraina: 204.600 persone al censimento del 2001, concentrate prevalentemente in Bessarabia e Zaporogia. La guerra dell'Ucraina orientale ha però portato, nel febbraio 2014, alla abolizione della Legge nazionale sulla politica linguistica, che attuava il riconoscimento delle minoranze linguistiche. Contro tale abolizione si stanno esprimendo duramente i governi bulgaro e romeno, entrambi attenti allo stato delle rispettive lingue in Ucraina.
È ormai cinquantennale il dibattito sulla visione del macedone come una lingua a sé o come uno dei dialetti occidentali del bulgaro.

## Storia
Il bulgaro è la più antica lingua scritta e letteraria fra le lingue slave. Nella metà del IX secolo (863) i fratelli Santi Cirillo e Metodio, originari di Salonicco, crearono l'alfabeto glagolitico, secondo il sistema fonetico della parlata bulgara antica, e tradussero le sacre scritture dal greco bizantino all'antico bulgaro. L'antico bulgaro, che si parlava nella metà del IX secolo, a nord e ad est della città di Salonicco, divenne così una lingua scritta. L'anno 863 si deve considerare come l'inizio della lingua letteraria bulgara.
La Bulgaria divenne centro della cultura e della scrittura slava, dopo che Boris I di Bulgaria accolse i discepoli di Cirillo e Metodio, in fuga dalla Grande Moravia.
Alla fine del IX secolo uno degli studenti di Metodio, Clemente di Ocrida, che si era stabilito a Preslav (Bulgaria) creò l'alfabeto cirillico, che rimpiazzò quasi completamente l'alfabeto glagolitico durante il Medioevo. Vennero scritti i più antichi testi glagolitici e cirillici in antico bulgaro.
Alla fine del X secolo dei missionari bulgari portarono nella Rus' di Kiev libri bulgari e diffusero l'alfabeto cirillico. L'antico bulgaro fino ad oggi è la lingua liturgica in molti paesi slavi.
Esistono quattro periodi nella storia della lingua bulgara: antecedente alla scrittura (prima del IX secolo), antico bulgaro (IX - XII secolo), medio bulgaro (XII - XIV secolo) e bulgaro moderno (dopo il XV secolo).
Nel corso dello sviluppo storico la lingua bulgara, in contatto con altre lingue vicine non slave della penisola Balcanica, cambiò e si differenziò dalle altre lingue slave: si notano differenziazioni come nella morfologia, così nella sintassi. In particolare vi è la riduzione delle declinazioni e dei casi (nel bulgaro moderno quasi completamente assenti, ne rimangono poche tracce nella presenza del vocativo). L'articolo determinativo è posposto al nome, come in albanese, romeno ed armeno. A differenza della altre lingue slave, il bulgaro moderno conserva un ricco sistema verbale.

## Fonologia

### Vocali
|       | Anteriori | Centrali      | Posteriori |
| ----- | --------- | ------------- | ---------- |
| Alte  | и /i/     |               | у /u/      |
| Medie | е /ɛ/     | ъ /ɤ/         | о /ɔ/      |
| Basse |           | а /a/a debole |            |

Le sei vocali del bulgaro vengono raggruppate in tre coppie a seconda della loro arretratezza nella bocca: anteriori, centrali e posteriori. Le vocali atone tendono ad essere più corte e deboli rispetto alle controparti toniche, e le coppie corrispondenti di vocali aperte e chiuse sono accomunante dalla tendenza a rialzarsi, se atone, dalle vocali basse/medie alle medie/alte. Comunque questo rialzamento non è sempre completo. Le vocali vengono spesso distinte con una pronuncia enfatica o deliberatamente distinta, e la riduzione è più forte nel linguaggio colloquiale (dove a volte si può ascoltare perfino l'eliminazione delle sillabe atone). Oltre a ciò, alcuni linguisti distinguono due gradi di riduzione, poiché hanno rilevato una tendenza al mantenimento nella sillaba immediatamente precedente quella tonica. La completa fusione della coppia /a/ - /ɤ/ è la più comune, mentre lo status di /ɔ/ - /u/ è meno chiaro. La confusione di /ɛ/ ed /i/ non viene definitivamente permessa nel linguaggio formale e viene considerata come una caratteristica provinciale (orientale); invece, la /ɛ/ atona viene rialzata e centralizzata, avvicinandosi alla /ɤ/.
La riduzione di /a/ in /ɤ/ avviene, nei verbi della prima e della seconda declinazione, nella prima persona singolare e nella terza persona plurale anche se tonica, mentre i verbi della terza declinazione mantengono la /a/ pronunciata chiaramente per tutte le forme declinate:
- говоря, (io parlo): goˈvorjɤ/, учат (essi studiano): /ˈuʧɤt/, ma харесвам (io piaccio): /xaˈrɛsvam/.

Questa riduzione avviene anche negli articoli. L'articolo maschile accusativo, che si esprime con la desinenza -a, in realtà viene pronunciato -/ɤ/, ritrovando la corrispondenza fonetica con l'articolo maschile soggetto -ът, -/ɤt/. Questo fenomeno riguarda anche la variante -я, e la variante -ия(т) per gli aggettivi. Invece la forma numerale in -a rimane -/a/.
- виждам мъжа (vedo l'uomo): /ˈviʒdam mɤˈʒɤ/
- взех молива (ho preso la matita): /ˈvzɛx ˈmolivɤ/, ma взех два молива (ho preso due matite): /ˈvzɛx ˈdva ˈmoliva/

### Semivocali
Il bulgaro possiede una semivocale: /j/, equivalente alla y inglese in yes o alla i italiana in ieri. Viene espressa graficamente con la lettera й, come in най /naj/ ("il/la/i/le più"), тролей /trɔlɛj/ ("trolleybus"), ad eccezione di quando precede /a/ o /u/, dove la combinazione dei due fonemi viene espressa da una singola lettera, rispettivamente я ed ю. (es. ютия /jutija/ "ferro da stiro").
La semivocale /j/ non segue mai una consonante (in tal caso viene sostituita dalla er malăk ь). Quando я ed ю seguono una consonante indicano la palatalizzazione di quest'ultima piuttosto che la semivocale: бял /bʲal/ "bianco", плюя plʲuja/ "*(io) sputo".

### Consonanti
Il bulgaro ha un totale di 33 fonemi consonantici. Si possono trovare anche tre fonemi addizionali ([xʲ], [ʣ] e [ʣʲ]), ma solo in nomi propri stranieri come Хюстън /xʲustɤn/ ("Houston"), Дзержински /dzɛrʒinski/ ("Dzeržinskij"), e Ядзя /jaʣʲa/, il nome polacco "Jadzia". Non vengono comunque normalmente considerate parte dell'inventario fonematico della lingua bulgara. Secondo il criterio di sonorità, le consonanti bulgare si dividono in 16 coppie (sonora - sorda). La sola consonante senza una controparte sonora è fricativa velare sorda [x]. Il contrasto 'sonora vs. sorda' viene neutralizzato in posizione finale di parola, dove tutte le consonanti vengono pronunciate come sorde (come nella maggior parte delle lingue slave e germaniche); questo fenomeno non viene però riflesso nella scrittura.

#### Consonanti dure e palatalizzate
Le consonanti б /b/, в /v/, г /ɡ/, д /d/, з /z/, к /k/, л /l/, м /m/, н /n/, п /p/, р /r/, с /s/, т /t/, ф /f/, ц /ʦ/ possono avere sia una pronuncia normale "dura" sia una pronuncia palatalizzata "debole". Le consonanti dure e le consonanti palatalizzate vengono considerate fonemi separati in bulgaro. Le consonanti ж /ʒ/, ш /ʃ/, ч /ʧ/ e дж /ʤ/ non hanno varianti palatalizzate, cosa che è probabilmente connessa al fatto che provengono storicamente da un'antica palatalizzazione nello slavo comune.
La palatalizzazione delle consonanti viene sempre indicata nella scrittura. Una consonante è palatalizzata se:
- viene seguita dalle lettere я / ʲa/ o ю / ʲu/.
- o (in casi relativamente rari) viene seguita dalla er malăk ь (che si trova solo prima di о);

Si noti comunque che quando я e ю non vengono precedute da una consonante, segnalano che le vocali /a/ ed /u/ sono precedute dalla semivocale /j/.
Anche se le consonanti palatalizzate vengono considerate fonemi a sé stanti, la loro posizione può essere condizionata, se non ridondante. Nei dialetti bulgari orientali, le consonanti sono sempre allofonicamente palatalizzate prima delle vocali /i/ ed /ɛ/. Ciò non viene considerato corretto nel bulgaro standard, ma questa forma della lingua non ha alternanze simili. Quindi, к /k/, г /ɡ/ e х /x/ tendono a palatalizzarsi prima di /i/ ed /ɛ/, e la realizzazione del fonema л /l/ varia secondo gli stessi principi: uno dei suoi allofoni, coinvolgendo un rialzamento del retro della lingua e un ribassamento della parte centrale (quindi simili o identico ad una laterale velarizzata) si trova in tutte le posizioni, eccetto davanti alle vocali /i/ ed /ɛ/, dove si trova una versione più "chiara" con un leggero rialzamento della parte centrale della lingua. La prima realizzazione pre-anteriore viene chiamata tradizionalmente (ma non correttamente) 'l dolce', anche se non è una consonante palatalizzata (e perciò non è identica a /lʲ/ segnalata da ь, я e ю). In alcuni dialetti occidentali, questa variazione allofonica non esiste.
Inoltre, nel parlato dei giovani, specialmente della capitale, l'allofono più comune di /l/ viene spesso realizzato come l'approssimante labiovelare [w]. Il fenomeno venne registrato all'inizio degli anni settanta e non connesso ai dialetti originali. Sviluppi simili si sono riscontrati in altre lingue come nel serbo, nel croato e nel polacco.

#### Palatalizzazione
Durante la palatalizzazione della maggior parte delle consonanti dure (le bilabiali, le labiodentali e le alveolari), la parte centrale della lingua viene rialzata verso il palato, in modo che si formi un secondo centro articolatorio dove si forma lo specifico suono delle consonanti deboli. L'articolazione delle /l/, /n/ e /r/ alveolari non segue però questa regola in genere; il suono palatale viene formato muovendo il luogo di articolazione ancora più dietro il palato così che /ʎ/, /ɲ/ e /rʲ/ sono effettivamente consonanti palato-alveolari. Le /ɡ/ e /k/ deboli (/ɡʲ/ e /kʲ/, rispettivamente) vengono articolate non sul velo palatino ma sul palato e vengono considerate consonanti palatali.

#### Tabella delle consonanti bulgare
|               |       | Bilabiali | Labio- dentali | Dentali e Alveolari | Post- alveolari | Palatali | Velari    |
| Nasali        | norm. | /m/       |                | /n/                 |                 |          |           |
| Nasali        | pal.  | /mʲ/      |                |                     |                 | /ɲ/      |           |
| Occlusive     | norm. | /p/ /b/   |                | /t/ /d/             |                 |          | /k/ /ɡ/   |
| Occlusive     | pal.  | /pʲ/ /bʲ/ |                | /tʲ/ /dʲ/           |                 |          | /kʲ/ /ɡʲ/ |
| Affricate     | norm. |           |                | /ts/                | /tʃ/ /dʒ/       |          |           |
| Affricate     | pal.  |           |                | /tsʲ/               | /tʃ/ /dʒ/       |          |           |
| Fricative     | norm. |           | /f/ /v/        | /s/ /z/             | /ʃ/ /ʒ/         |          | /x/       |
| Fricative     | pal.  |           | /fʲ/ /vʲ/      | /sʲ/ /zʲ/           | /ʃ/ /ʒ/         |          |           |
| Vibranti      | norm. |           |                | /r/                 |                 |          |           |
| Vibranti      | pal.  |           |                | /rʲ/                |                 |          |           |
| Approssimante | norm. |           |                |                     |                 | /j/      |           |
| Laterali      | pal.  |           |                | /l/                 |                 |          |           |
| Laterali      | norm. |           |                |                     |                 | /ʎ/      |           |

Esempi
| Lettera cirillica | IPA  | Descrizione                                   | Approssimazione italiana o inglese |
| ----------------- | ---- | --------------------------------------------- | ---------------------------------- |
| б                 | [b]  | occlusiva bilabiale sonora                    | bocca                              |
| бьо/бю/бя         | [bʲ] | occlusiva bilabiale sonora palatalizzata      | beauty (EN)                        |
| в                 | [v]  | fricativa labiodentale sonora                 | vaso                               |
| вьо/вю/вя         | [vʲ] | fricativa labiodentale sonora palatalizzata   | view (EN)                          |
| г                 | [ɡ]  | occlusiva velare sonora                       | goccia                             |
| гьо/гю/гя         | [ɡʲ] | occlusiva palatale sonora                     | ague (EN)                          |
| д                 | [d]  | occlusiva alveolare sonora                    | dare                               |
| дьо/дю/дя         | [dʲ] | occlusiva postalveolare sonora                | need you o due (EN)                |
| ж                 | [ʒ]  | fricativa postalveolare sonora                | garage                             |
| дж                | [ʤ]  | affricata postalveolare sonora                | genere                             |
| з                 | [z]  | fricativa alveolare sonora                    | zone (EN)                          |
| зьо/зю/зя         | [zʲ] | fricativa alveolare sonora palatalizzata      | as you (EN)                        |
| к                 | [k]  | occlusiva velare sorda                        | cane                               |
| кьо/кю/кя         | [kʲ] | occlusiva palatale sorda                      | cure (EN)                          |
| л                 | [l]  | laterale approssimante alveolare              | luna                               |
| льо/лю/ля         | [ʎ]  | laterale approssimante palatale               | volume (EN)                        |
| м                 | [m]  | nasale bilabiale                              | mucca                              |
| мьо/мю/мя         | [mʲ] | nasale bilabiale palatalizzata                | meow (EN)                          |
| н                 | [n]  | nasale alveolare                              | no                                 |
| ньо/ню/ня         | [ɲ]  | nasale palatale                               | canyon (EN)                        |
| п                 | [p]  | occlusiva bilabiale sorda                     | parco                              |
| пьо/пю/пя         | [pʲ] | occlusiva bilabiale sorda palatalizzata       | Pyong-yang (EN)                    |
| р                 | [r]  | vibrante alveolare                            | caro                               |
| рьо/рю/ря         | [rʲ] | vibrante alveolare (vibrante palatoalveolare) | rione                              |
| с                 | [s]  | fricativa alveolare sorda                     | sole                               |
| сьо/сю/ся         | [sʲ] | fricativa alveolare sorda palatalizzata       | kiss you (EN)                      |
| т                 | [t]  | occlusiva alveolare sorda                     | tanto                              |
| тьо/ тю/ тя       | [tʲ] | occlusiva postalveolare sorda                 | attitude (EN)                      |
| ф                 | [f]  | fricativa labiodentale sorda                  | fase                               |
| фьо/фю/фя         | [fʲ] | fricativa labiodentale sorda palatalizzata    | few (EN)                           |
| х                 | [x]  | fricativa velare sorda                        | loch scozzese                      |
| ц                 | [ʦ]  | affricata alveolare sorda                     | pazzo                              |
| цьо/цю/ця         | [ʦʲ] | affricata alveolare sorda palatalizzata       | lets you (EN)                      |
| ч                 | [ʧ]  | affricata postalveolare sorda                 | cena                               |
| ш                 | [ʃ]  | fricativa postalveolare sorda                 | scienza                            |

#### Accento
L'accento bulgaro è dinamico. Le sillabe accentate suonano di più e più a lungo di quelle atone. L'accento è inoltre libero e mobile, come in russo, invece che fisso come in francese, cioè può cadere su ogni sillaba di una parola polisillabica e la sua posizione può variare durante la declinazione, la coniugazione e la derivazione, per esempio, мъж /mɤʃ/ ("uomo"), мъжът /mɤ'ʒɤt/ ("l'uomo"). L'accento bulgaro è inoltre distintivo: ad esempio, въ́лна /'vɤlna/ ("lana") e вълна́ /vɤl'na/ ("onda") si differenziano solo per l'accento. L'accento generalmente non viene mai segnalato nei testi scritti. Può essere a volte indicato nel caso di coppie minime come sopra, quando c'è bisogno di togliere le ambiguità, o per indicare le deviazioni dialettali dalla pronuncia standard. In tali casi l'accento è indicato da un accento acuto sopra la vocale tonica.

## Grammatica
Le parti del discorso in bulgaro sono divise in 10 differenti tipi, che sono ricategorizzati in due classi principali: variabili ed invariabili. La differenza è che le parti del discorso variabili mutano grammaticalmente, mentre le invariabili non cambiano, nonostante l'uso che se ne fa. Ci sono cinque classi di nomi variabili: nomi, aggettivi, numerali, pronomi e verbi. Sintatticamente le prime quattro formano il gruppo nominale. Le classi invariabili sono: avverbi, preposizioni, congiunzioni, particelle ed interiezioni. I verbi e gli avverbi formano il gruppo del verbo o gruppo verbale.

### Morfologia nominale
I nomi e gli aggettivi possiedono come categoria grammaticale il genere, il numero, e la definitezza. L'antico sistema di casi della lingua slava originale è stato completamente eliminato nel bulgaro, ad eccezione solo del caso vocativo che rimane per i nomi riguardanti esseri viventi. Gli aggettivi e i pronomi aggettivali si accordano con i nomi in genere e numero. I pronomi possiedono il genere, il numero e mantengono (come in praticamente tutte le lingue indoeuropee) una parte significante del sistema dei caso proto-slavo.

#### Flessione nominale

##### Genere
Ci sono tre generi grammaticali in bulgaro: il maschile, il femminile ed il neutro. Il genere del nome si può determinare con un buon margine di precisione dalla sua desinenza. La quasi totalità dei nomi bulgari terminanti in consonante (desinenza zero) sono maschili (per esempio, град “città”, син “figlio”, мъж “uomo”). I nomi femminili includono la stragrande maggioranza di quelli che terminano in –а/–я (жена “donna”, дъщеря “figlia”, улица “strada”), un gruppo abbastanza largo di nomi a desinenza zero che esprimono qualità, grado o un ente astratto, tra cui tutti i nomi terminanti in –ост/–ест (мъдрост “saggezza”, низост “viltà”, прелест "amabilità", болест "stato di malattia", любов “amore”), ed un altro gruppo, più piccolo, di nomi irregolari a desinenza zero che definiscono oggetti tangibili o concetti (кръв “sangue”, кост “osso”, вечер “sera”). I nomi che terminano in –е ed –о sono quasi esclusivamente neutri (дете “bambino”, езеро “lago”). Lo stesso vale per un numero limitato di prestiti stranieri in –и, –у, e –ю (цунами "tsunami", табу "tabù", меню "menù"). La forma plurale dei nomi invece non esprime chiaramente il genere, anche se la desinenza –и viene usata o con un nome maschile o con un nome femminile (факти "fatti", болести "malattie"), mentre quella in –а/–я si usa per la maggior parte delle volte con un nome neutro (езера "laghi"). Inoltre, la desinenza plurale –ове viene usata solo coi nomi maschili.

##### Numero
Si distinguono due numeri in bulgaro: il singolare ed il plurale. Si usano una quantità varia di suffissi plurali e la scelta tra di loro è parzialmente determinanta dalla loro desinenza al singolare, in parte dal genere e in parte dovuta al gran numero di eccezioni, declinazioni irregolari, forme alternative plurali e motivi storici. Le parole terminanti in –а/–я (che sono generalmente femminili) fanno il plurale cambiando la desinenza singolare in –и. Per i nomi femminili terminanti in consonante, anch'essi aggiungono –и, mentre i maschili generalmente aggiungono –и per i polisillabi e –ове per i monosillabi (comunque, le eccezioni sono comuni specialmente in questo gruppo). I nomi terminanti in –о/–е (la maggior parte dei quali sono neutri) cambiano la desinenza in –а, –я o aggiungono direttamente –та.
Con i numeri cardinali e parole simili come няколко  ("alcuni"), i nomi maschili usano una forma speciale numerale in –а/–я, che deriva dal duale proto-slavo: двама/трима ученика (due/tre studenti), ma тези ученици(questi studenti); femminile две/три/тези жени (due/tre/queste donne) ed il neutro две/три/тези деца (due/tre/questi bambini). Comunque, una norma sviluppata di recente richiede che la forma numerale si debba usare solo con i nomi maschili che non denotano esseri umani. Così двама/трима ученици viene percepito come più corretto rispetto a двама/трима ученика, mentre la distinzione viene mantenuta tra два/три молива (due/tre matite) e тези моливи (queste matite).

##### Caso
Il complesso sistema dei casi proto-slavo viene quasi completamente dissolto nel bulgaro moderno. Alcune vestigia si preservano solo nei pronomi personali e nel pronome interrogativo maschile кой (“chi”), i quali hanno forme per il nominativo, l'accusativo ed il dativo. Forme di vocativo sono ancora in uso per i nomi maschili e femminili (ma non per i neutri), ma le desinenze del maschile si determinano solo in base alla consonante finale della radice del nome. In tutti gli altri casi, eccetto in forme arcaiche cristallizzate nell'uso (ad esempio вкъщи (a casa) rispetto a къща (casa)), il sistema di casi proto-slavo è stato completamente rimpiazzato da costruzioni preposizionali e analitiche.

##### Articolo
In bulgaro moderno la definitezza viene espressa per mezzo dell'articolo determinativo che viene posposto al nome (indeterminato: човек, “uomo”; determinato: човекът, “l'uomo”) o al primo costituente nominale della frase nominale definita (indeterminato: добър човек, “un buon uomo”; determinato: добрият човек, “il buon uomo”), procedimento molto simile alle lingue germaniche settentrionali o al rumeno. Ci sono quattro articoli determinativi singolari. Di nuovo, la scelta fra di loro viene largamente determinata dalla desinenza del nome al singolare. I nomi che terminano in consonante al maschile aggiungono –ът/–ят, quando hanno il ruolo di soggetto nella frase, e –а/–я, quando hanno il ruolo di oggetto o dopo una preposizione, mentre i nomi che terminano in –а/–я (la maggior parte dei quali femminili) aggiungono –та. I nomi che terminano in –е/–о aggiungono –то.
L'articolo determinativo plurale è –те per tutti i nomi ad eccezioni di quelli che formano in plurale in –а/–я; questi aggiungono –та invece. Quando viene posposto ad aggettivi, l'articolo determinativo è –ят/–я per il maschile, –та per il femminile, –то per il genere neutro, e –те per il plurale.

#### Aggettivi e flessione numerale
Entrambi i gruppi si accordano in genere ed in numero con il nome a cui si legano. Possono inoltre prendere l'articolo determinativo posposto se precedono il nome.

#### Pronomi
I pronomi possono variare per genere, numero, definitezza e sono le uniche parti del discorso che hanno mantenuto la flessione per casi. Tre casi vengono usati da alcuni gruppi di pronomi, il nominativo, l'accusativo ed il dativo, anche se a volte il dativo viene sostituito da costruzioni di preposizione + accusativo. I tipi di pronomi includono: i personali, i relativi, i riflessivi, gli interrogativi, i negativi, gli indefiniti, i sommativi e i possessivi.

##### Pronomi personali
|                        | Nominativo | Accusativo | Dativo | Forma lunga (con preposizioni) |
| ---------------------- | ---------- | ---------- | ------ | ------------------------------ |
| 1º singolare           | аз         | ме         | ми     | мене                           |
| 2º singolare           | ти         | те         | ти     | тебе                           |
| 3º singolare maschile  | той        | го         | му     | него                           |
| 3º singolare femminile | тя         | я          | ѝ      | нея                            |
| 3º singolare neutro    | то         | го         | му     | него                           |
| 1º plurale             | ние        | ни         | ни     | нас                            |
| 2º plurale             | вие        | ви         | ви     | вас                            |
| 3º plurale             | те         | ги         | им     | тях                            |

##### Pronomi possessivi
Il possesso in bulgaro viene espresso soprattutto usando la forma dativa dei pronomi, posponendolo dopo il sostantivo posseduto:
- Къщата му е голяма: La sua casa è grande (lett: La casa a lui è grande)
- Счупи му ногата: Gli ruppe la gamba

Il pronome dativo di forma corta va a posizionarsi dopo il primo elemento del sintagma nominale di cui si vuole evidenziare il possesso. Inoltre viene largamente usato l'articolo determinativo con il possessivo, ad eccezione dei nomi di parentela, all'incirca come in italiano.
- Това е новата му голяма къща: Questa è la sua nuova grande casa (lett: Questa è la nuova a lui grande casa)
- Поздравих баща ти: Ho salutato tuo padre (lett: Ho salutato padre a te)

Oltre a questo tipo esistono anche delle forme aggettivali, usate come aggettivi allo stesso modo degli aggettivi e pronomi possessivi italiani. Le forme, articolate e non, sono:
|                        | Maschile       | Maschile   | Femminile      | Femminile  | Neutro         | Neutro     | Plurale        | Plurale    |
|                        | Non articolato | Articolato | Non articolato | Articolato | Non articolato | Articolato | Non articolato | Articolato |
| ---------------------- | -------------- | ---------- | -------------- | ---------- | -------------- | ---------- | -------------- | ---------- |
| 1º singolare           | мой            | моя(т)     | моя            | моята      | мое            | моето      | мои            | моите      |
| 2º singolare           | твой           | твоя(т)    | твоя           | твоята     | твое           | твоето     | твои           | твоите     |
| 3º singolare maschile  | негов          | неговия(т) | негова         | неговата   | негово         | неговото   | негови         | неговите   |
| 3º singolare femminile | неин           | нейния(т)  | нейна          | нейната    | нейно          | нейното    | нейни          | нейните    |
| 3º singolare neutro    | негов          | неговия(т) | негова         | неговата   | негово         | неговото   | негови         | неговите   |
| 1º plurale             | наш            | нашия(т)   | наша           | нашата     | наше           | нашето     | наши           | нашите     |
| 2º plurale             | ваш            | вашия(т)   | ваша           | вашата     | ваше           | вашето     | ваши           | вашите     |
| 3º plurale             | техен          | тяхния(т)  | тяхна          | тяхната    | тяхно          | тяхното    | техни          | техните    |

### Morfologia verbale

#### Forme verbali finite
Le forme verbali finite sono semplici o composte e si accordano col soggetto secondo la persona (prima, seconda e terza) ed il numero (singolare e plurale). Inoltre le forme composte che usano i participi possono variare anche secondo il genere (maschile, femminile, neutro) e la voce (attivo e passivo), così come l'aspetto (perfettivo/aoristo ed imperfettivo).

##### Aspetto
I verbi bulgari esprimono l'aspetto lessicale: i verbi perfettivi indicano che l'azione espressa dal verbo è completata e formano i tempi passati aoristi; quelli imperfettivi non hanno quest'indicazione di completamento e formano i tempi passati imperfetti. La maggior parte dei verbi si raggruppano in coppie (imperfettivo ↔ perfettivo: идвам ↔ дойда “venire”, пристигам ↔ пристигна “arrivare”). I verbi perfettivi si possono formare generalmente attaccando al verbo imperfettivo un prefisso od un suffisso, ma molti prefissi spesso modificano il significato originale del verbo. Nelle coppie mostrate sopra, l'aspetto è parte integrande della radice verbale e perciò non c'è differenza nel significato.
In bulgaro c'è anche l'aspetto grammaticale. Si distinguono tre aspetti grammaticali: il neutrale, il perfetto ed il piuccheperfetto. L'aspetto neutrale comprende i tre tempi passati semplici e il futuro. L'aspetto piuccheperfetto si manifesta nei tempi che usano il doppio o triplo ausiliare "essere" come il congiuntivo passato piuccheperfetto. I tempi perfetti usano un singolo ausiliare "essere".

##### Modo
Oltre ai quattro modi (наклонения) condivisi dalla maggior parte delle lingue europee - l'indicativo (изявително наклонение), l'imperativo (повелително наклонение), il congiuntivo (подчинително наклонение) ed il condizionale (условно наклонение) - in bulgaro c'è un altro modo usato per descrivere eventi passati di cui non si è stati testimoni diretti - il modo renarrativo (преизказно наклонение).

##### Tempo
Ci sono tre posizioni distinte grammaticalmente nel tempo, il presente, il passato ed il futuro, che si combinano con l'aspetto ed il modo per produrre i tempi verbali. Normalmente, nelle grammatiche, queste formazioni sono viste come tempi separati, cioè il "passato imperfetto" significa che il verbo è al passato, all'aspetto imperfettivo, ed al modo indicativo (se non viene indicato il modo). Ci sono più di 30 differenti tempi verbali combinando i due aspetti verbali ed i cinque modi.
Al modo indicativo, ci sono tre tempi semplici:
- Il presente (сегашно време, segašno vreme) è una forma semplice temporalmente non marcata, composta dalla radice verbale ed un suffisso composto dalle vocali /e/, /i/ o /a/ e dalle desinenze personali (пристигам "arrivo"); solo i verbi imperfettivi possiedono un tempo presente;
- L'imperfetto (минало несвършено време, minalo nesvăršeno vreme) è una forma semplice usata per esprimere un'azione che è contemporanea o subordinata ad un'altra azione passata. Si forma da una radice verbale soprattutto imperfettiva, ma anche perfettiva, con le desinenze personali tipiche di questo tempo (пристигаx, пристигнеx "arrivavo");
- L'aoristo (минало свършено време, minalo svăršeno vreme) è una forma semplice usata per esprimere una specifica azione passata, temporalmente indipendente; si forma da una radice verbale soprattutto perfettiva ma anche imperfettiva, con le desinenze personali tipiche di questo tempo (пристигнах "arrivai", четох "lessi");

All'indicativo ci sono anche i seguenti tempi composti:
- Il futuro (бъдеще време, bădešte vreme) è una forma composta formata dalla particella ще e dalla forma presente (ще уча "Studierò"); la negazione viene espressa con la costruzione няма да e la forma presente (няма да уча "Non studierò");
- Il futuro del passato (бъдеще време в миналото, bădešte vreme v minaloto) è una forma composta usata per esprimere un'azione che è stata completata nel passato ma si trova nel futuro rispetto ad un'altra azione passata; si forma col passato imperfetto del verbo ща "volere", la particella da да "a, da" ed il presente del verbo (щях да уча "avrei studiato");
- Il perfetto (минало неопределено време, minalo neopredeleno vreme) è una forma composta usata per esprimere un'azione che è stata completata nel passato ma è rilevante o collegata al presente; si forma col presente del verbo съм "essere" ed il participio passato del verbo (съм учил "ho studiato");
- Il piuccheperfetto (минало предварително време, minalo predvaritelno vreme) è una forma composta usata per esprimere un'azione che è stata completata nel passato ed in riferimento ad un'altra azione passata; si forma col passato del verbo съм "essere" ed il participio passato (бях учил "avevo studiato");
- Il futuro anteriore (бъдеще предварително време, bădešte predvaritelno vreme) è una forma composta usata per esprimere un'azione che avrà luogo in un futuro antecedente ad un'altra azione futura; si forma col futuro del verbo съм "essere" ed il participio passato (ще съм учил "avrò studiato");
- Il futuro anteriore del passato (бъдеще предварително време в миналото, bădešte predvaritelno vreme v minaloto) è una forma composta usata per esprimere un'azione passata che si trova nel futuro rispetto un'azione passata, la quale è sé stessa antecedente un'altra azione passata; è visto come il perfetto del futuro del passato, che ne indica un'azione resultativa; si forma col futuro perfetto di ща "volere", la particella да "a, da", il presente di съм "essere" ed il participio passato del verbo (щях да съм учил "avrei già studiato").

I quattro tempi perfetti sopra possono variare nell'aspetto a seconda dell'aspetto principale del verbo; ci sono infatti coppie di tempi imperfettivi e perfettivi. I verbi nei tempi in cui si usano i participi passati variano anche per voce e genere, come in italiano.
C'è solo un tempo semplice al modo imperativo, il presente, ed esistono forme semplici solo per la seconda persona, usando il suffisso -и/-й per il singolare e -ете/-йте per il plurale; es., уча "studiare": учи, sing., учете, pl.; играя "giocare": играй, играйте. Ci sono forme composte di imperativo per tutte le persone ed i numeri nell'imperativo presente composto (да играе) e l'imperativo presente perfetto composto (да е играл).
Il modo condizionale consiste di cinque tempi composti, molti dei quali non si distinguono grammaticalmente. Il condizionale presente, futuro e passato usano una forma speciale di passato della radice би- (“essere”) ed il participio passato (бих учил, “studierei”). Il condizionale futuro perfetto ed il condizionale futuro passato coincidono nella forma con i rispettivi tempi indicativi.
Il modo congiuntivo è documentato raramente come una forma verbale separata in bulgaro, (essendo, morfologicamente, un caso secondario della costruzione quasi infinitivale con la particella да "a, da" ed una normale forma verbale finita), ma tuttavia viene usato regolarmente. La forma più comune, spesso confusa con il presente indicativo, è il congiuntivo presente ((пo-добре) да отидa "è meglio che me ne vada"). La differenza tra il presente indicativo ed il congiuntivo presente è che il congiuntivo si può formare sia coi verbi imperfettivi sia coi verbi perfettivi. Ha completamente rimpiazzato le forme infinitive e del supino nelle espressioni complesse. Viene utilizzato inoltre per esprimere opinioni su eventi futuri possibili. Il congiuntivo passato ((пo-добре) да бях отишъл) si riferisce ad eventi possibili nel passato, che non hanno avuto luogo, ed il congiuntivo piuccheperfetto (да съм бил отишъл), che si può usare sia per eventi passati sia per quelli futuri in cui esistono sentimenti di sospetto, ecc. Questo tempo viene spesso chiamato modo dubitativo.
Il modo renarrativo ha cinque tempi. Due sono semplici, il renarrativo aoristo ed il rennarativo imperfetto, e si formano con il participio passato rispettivamente perfettivo ed imperfettivo, rispettivamente. Ci sono inoltre tre tempi composti, il renarrativo futuro, il renarrativo futuro anteriore ed il renarrativo piuccheperfetto. Tutte le forme di questi tempi cambiano a seconda del genere ed alla terza persona non vengono mai accompagnate dall'ausiliare съм:
Renarrativo imperfetto: Учел
Renarrativo aoristo: Учил
Renarrativo piuccheperfetto: Бил учил
Renarrativo futuro: Щял да учи
Renarrativo futuro anteriore: Щял да е учил

##### Coniugazione
I verbi bulgari vengono solitamente divisi in tre coniugazioni:
- 1º coniugazione (първо спрежение), con vocale tematica -e-
- 2º coniugazione (второ спрежение), con vocale tematica -i-
- 3º coniugazione (трето спрежение), con vocale tematica -a-

La coniugazioni dei due tempi principali della lingua bulgara, il presente e l'aoristo, presenta diverse desinenze personali a seconda dei due tempi:
| Presente | Presente        | Presente        | Presente        |
|          | 1º coniugazione | 2º coniugazione | 3º coniugazione |
| -------- | --------------- | --------------- | --------------- |
| аз       | -а(я)           | -я(а)           | -ам             |
| ти       | -еш             | -иш             | -аш             |
| той      | -е              | -и              | -а              |
| ние      | -ем             | -им             | -аме            |
| вие      | -ете            | -ите            | -ате            |
| те       | -ат(ят)         | -ят(ат)         | -ат             |

| Aoristo | Aoristo         | Aoristo         | Aoristo         |
|         | 1º coniugazione | 2º coniugazione | 3º coniugazione |
| ------- | --------------- | --------------- | --------------- |
| аз      | -ох             | -их             | -ах             |
| ти      | -е              | -и              | -а              |
| той     | -е              | -и              | -а              |
| ние     | -охме           | -ихме           | -ахме           |
| вие     | -охте           | -ихте           | -ахте           |
| те      | -оха            | -иха            | -аха            |

#### Forme verbali non finite
L'infinito e il supino proto-slavi sono stati rimpiazzati da perifrasi con да ("a, da") ed il congiuntivo presente (искам да уча, "voglio studiare", letteralmente "voglio che io studi").
Il bulgaro ha i seguenti participi:
- Il participio presente attivo (сегашно деятелно причастие) si forma dalla radice imperfettiva con l'aggiunta dei suffissi –ащ/–ещ/–ящ (четящ, “che legge”) e viene usato solo in funzione attributiva;
- Il participio presente passivo (сегашно страдателно причастие) si forma con l'aggiunta del suffisso -м/-им/-уем/-аем (четим, “che può essere letto”);
- Il participio aoristo attivo (минало свършено деятелно причастие) si forma con l'aggiunta del suffisso –л– alla radice perfettiva (чел, “che lesse”);
- Il participio imperfetto attivo (минало несвършено деятелно причастие) si forma con l'aggiunta dei suffissi –ел/–ал/–ял alla radice imperfettiva (четял, “che leggeva”); si usa solo nel modo rinarrativo ed è un'innovazione del bulgaro;
- Il participio passato passivo (минало страдателно причастие) si forma dalla radice dell'aoristo con l'aggiunta dei suffissi –(е)н–/–т– (четен, "letto"); viene usato sia predicativamente sia attributivamente;
- Il participio avverbiale o gerundio (деепричастие) si forma dalla radice imperfettiva presente col suffisso –(е)йки (четейки, “leggendo”) e si riferisce ad un'azione contemporanea e subordinata al verbo principale, ed è originariamente una forma solo occidentale del bulgaro.

I participi si declinano per genere, numero e definitezza e si accordano col soggetto quando formano i tempi composti. Quando si usano in funzione attributiva si accordano col nome a cui sono attribuiti.

#### Verbo essere e verbo avere
|              | Verbo essere - Съм | Verbo avere - Имам |
| ------------ | ------------------ | ------------------ |
| 1º singolare | съм                | имам               |
| 2º singolare | си                 | имаш               |
| 3º singolare | е                  | има                |
| 1º plurale   | сме                | имаме              |
| 2º plurale   | сте                | имате              |
| 3º plurale   | са                 | имат               |

#### Coniugazione completa
A titolo di esempio viene proposta la coniugazione del verbo scrivere (la coppia aspettuale пиша-напиша), completa di tutte le forme per le persone, e la declinazione dei participi secondo genere e numero.
|       | Presente                   | Presente (perfettivo)       | Imperfetto             | Aoristo                   | Aoristo (imperfettivo)       | Perfetto                     | Perfetto (imperfettivo)      |
| ----- | -------------------------- | --------------------------- | ---------------------- | ------------------------- | ---------------------------- | ---------------------------- | ---------------------------- |
| аз    | пиша                       | да напиша                   | пишех                  | написах                   | писах                        | съм написал                  | съм писал                    |
| ти    | пишеш                      | да напишеш                  | пишеше                 | написа                    | писа                         | си написал                   | си писал                     |
| той   | пише                       | да напише                   | пишеше                 | написа                    | писа                         | е написал                    | е писал                      |
| ние   | пишем                      | да напишем                  | пишехме                | написахме                 | писахме                      | сме написали                 | сме писали                   |
| вие   | пишете                     | да напишете                 | пишехте                | написахте                 | писахте                      | сте написали                 | сме писали                   |
| те    | пишат                      | да напишат                  | пишеха                 | написаха                  | писаха                       | са написали                  | са писали                    |
|       | Piuccheperfetto            | Futuro                      | Futuro (imperfettivo)  | Futuro anteriore          | Futuro del passato           | Futuro anteriore del passato | Imperativo                   |
| аз    | бях написал                | ще напиша                   | ще пиша                | ще съм написал            | щях да напиша                | щях да съм написал           | -                            |
| ти    | беше написал               | ще напишеш                  | ще пишеш               | ще си написал             | щеше да напишеш              | щеше да си написал           | напиши                       |
| той   | беше написал               | ще напише                   | ще пише                | ще е написал              | щеше да напише               | щеше да е написал            | да напише                    |
| ние   | бяхме написали             | ще напишем                  | ще пишем               | ще сме написали           | щяхме да напишем             | щяхме да сме написали        | да напишем                   |
| вие   | бяхте написали             | ще напишете                 | ще пишете              | ще сте написали           | щяхте да напишете            | щяхте да сте написали        | напишете                     |
| те    | бяха написали              | ще напишат                  | ще пишат               | ще са написали            | щяха да напишат              | щяха да са написали          | да напишат                   |
|       | Imperativo (imperfettivo)  | Condizionale                | Renarrativo imperfetto | Renarrativo aoristo       | Renarrativo piuccheperfetto  | Renarrativo futuro           | Renarrativo futuro anteriore |
| аз    | -                          | бих написал                 | съм пишел              | съм писал                 | съм бил писал                | щял съм да пиша              | щял съм да съм писал         |
| ти    | пиши                       | би написал                  | си пишел               | си писал                  | си бил писал                 | щял си да пишеш              | щял си да си писал           |
| той   | да пише                    | би написал                  | пишел                  | писал                     | бил писал                    | щял да пише                  | щял да е писал               |
| ние   | да пишем                   | бихме написали              | сме пишели             | сме писали                | сме били писали              | щели сме да пишем            | щели сме да сме писали       |
| вие   | пишете                     | бихте написали              | сте пишели             | сте писали                | сте били писали              | щели сте да пишете           | щели сте да сте писали       |
| те    | да пишат                   | биха написали               | пишели                 | писали                    | били писали                  | щели да пишат                | щели да са писали            |
|       | Participio presente attivo | Participio presente passivo | Participio passato     | Participio aoristo attivo | Participio imperfetto attivo | Gerundio                     |                              |
| mas.  | пишещ                      | пишим                       | написан                | написал                   | пишел                        | пишейки                      |                              |
| fem.  | пишеща                     | пишима                      | написана               | написала                  | пишела                       | пишейки                      |                              |
| neu.  | пишещо                     | пишимо                      | написано               | написало                  | пишело                       | пишейки                      |                              |
| plur. | пишещи                     | пишими                      | написани               | написали                  | пишели                       | пишейки                      |                              |

### Avverbi
Il processo più produttivo per formare gli avverbi è derivarli dalla forma neutra singolare del corrispondente aggettivo (бързо (velocemente), силно (fortemente), странно (stranamente)), anche se gli aggettivi che terminano in -ки usano la forma singolare maschile in -ки, invece: юнашки (eroicamente), мъжки (coraggiosamente). Lo stesso sistema si usa per formare gli avverbi dai numerali ordinali, es. първо (per primo, sulle prime, alla prima volta), второ (secondariamente, per secondo), трето (terziariamente, per terzo), ed in alcuni casi dai numerali cardinali, es. двойно (due volte che, doppiamente), тройно (tre volte che), петорно (cinque volte che).
Gli altri avverbi si formano in maniere che non sono ormai più produttive nella lingua. Una piccola quantità sono originali (cioè non derivati da altre parole), ad esempio: тук (qui), там (là), вътре (dentro), вън (fuori), много (molto) ecc. I rimanenti sono soprattutto forme declinate fossilizzate come:
- forme locative arcaiche di alcuni aggettivi, es. добре (bene), зле (male), твърде (troppo), e di alcuni nomi горе (sopra), утре (domani), лете (d'estate);
- forme strumentali arcaiche di alcuni aggettivi, es. тихом (pacificamente), скришом (furtivamente), слепешком (ciecamente, alla cieca), e di alcuni nomi, es. денем (di giorno), нощем (di notte), редом (uno dopo l'altro), духом (spiritualmente), цифром (in cifre, in figure), словом (a parole). Lo stesso sistema si usa con i verbi: тичешком (correndo), лежешком (stando stesi), стоешком (stando in piedi).
- forme accusative arcaiche di alcuni nomi: днес (oggi), сутрин (di mattina), зимъс (d'inverno);
- forme genitive arcaiche di alcuni nomi: довечера (stanotte), снощи (l'altra notte), вчера (ieri);
- forme derivate dai numerali cardinali per mezzo di un suffisso non produttivo: веднъж (una volta), дваж (due volte), триж (tre volte);

Tutti gli avverbi sono indeclinabili. Le forme verbali, tuttavia, cambiano in aspetto, modo, tempo, persona, numero, e a volte in genere e voce.

## Sistema di scrittura
Nell'886 d.C., la Bulgaria adottò l'alfabeto glagolitico, che venne creato dai fratelli Bulgari San Cirillo e San Metodio negli anni cinquanta dello stesso secolo. L'alfabeto glagolitico in seguito venne gradualmente sostituito dall'alfabeto cirillico, sviluppato soprattutto dalla Scuola Letteraria di Preslav all'inizio del X secolo.
Sotto l'influenza dei libri stampati provenienti dalla Russia, la scrittura civile russa di Pietro il Grande prese il posto della vecchia scrittura slavoecclesiastica alla fine del XVIII secolo. Vari alfabeti cirillici composti da 28 fino a 44 lettere vennero utilizzati durante gli sforzi per la codificazione del bulgaro moderno fino a che non venne proposto da Marin Drinov un alfabeto di 32 lettere, che divenne prevalente negli anni settanta del XIX secolo. L'alfabeto di Drinov venne usato fino alla riforma ortografica del 1945 quando la lettera jat (Ѣ, ѣ, [æː] chiamata "doppia e"), e la jus (Ѫ, ѫ) [ɔ̃] vennero rimosse dall'alfabeto. L'alfabeto bulgaro odierno ha 30 lettere.
Con l'accesso della Bulgaria all'Unione europea il 1º gennaio 2007, l'alfabeto cirillico è diventato il terzo alfabeto ufficiale dell'Unione europea.
La seguente tavola visualizza le lettere dell'alfabeto cirillico bulgaro, insieme con la pronuncia IPA di ogni lettera:
| Cirillico IPA Traslitterazione ufficiale Traslitterazione scientifica | А а /a/ a | Б б /b/ b | В в /v/ v    | Г г /ɡ/ g    | Д д /d/ d    | Е е /ɛ/ e       | Ж ж /ʒ/ zh ž     | З з /z/ z    | И и /i/ i      | Й й /j/ y j    |
| Cirillico IPA Traslitterazione ufficiale Traslitterazione scientifica | К к /k/ k | Л л /l/ l | М м /m/ m    | Н н /n/ n    | О о /ɔ/ o    | П п /p/ p       | Р р /r/ r        | С с /s/ s    | Т т /t/ t      | У у /u/ u      |
| Cirillico IPA Traslitterazione ufficiale Traslitterazione scientifica | Ф ф /f/ f | Х х /x/ h | Ц ц /ʦ/ ts c | Ч ч /ʧ/ ch č | Ш ш /ʃ/ sh š | Щ щ /ʃt/ sht št | Ъ ъ /ɤ̞/, /ə/ a ă | Ь ь1 /ʲ/ y j | Ю ю /ju/ yu ju | Я я /ja/ ya ja |

1 palatalizza le consonanti prima di 'o'.
La maggior parte delle lettere nell'alfabeto bulgaro rappresenta un solo suono specifico. Tre lettere rappresentano una combinazione di più suoni, cioè la Щ (št), la Ю (ju), e la Я (ja). Due suoni non corrispondono a lettere uniche, ma sono espressi da una combinazione di due lettere, cioè la дж (il suono della g dolce italiana, in IPA /ʤ/) e la дз (il suono della zeta sonora italiana, in IPA /ʣ/). La lettera ь non viene pronunciata, ma palatalizza ogni consonante precedente la о.
Anche se non è considerata una lettera separata, nel bulgaro viene utilizzata la lettera ѝ per distinguere il pronome personale oggetto ѝ (‘lei’) dalla congiunzione и (‘e', ‘anche’).

## Esempi

### Padre nostro
Отче наш, който си на небесата

да се свети твоето име

да дойде твоето царство

да бъде твоята воля

както на небето, тъй и на земята

насъщния ни хляб дай ни днес

и прости нам дълговете ни

както и ние прощаваме на длъжниците си

и не въведи нас в изкушение

но избави ни от лукавия.

Защото твое е царството и силата и славата во веки.

Амин.
Traslitterazione:

Otče naš, Kojto si na nebesata

da Se sveti Tvoeto Ime

da dojde Tvoeto Carstvo

da băde Tvojata Volja

kakto na nebeto, tăj i na zemjata

nasăštnija ni khljab daj ni dnes

i prosti nam dălgovete ni

kakto i nie proštavame na dlăžnicite si

i ne văvedi nas v izkušenie

no izbavi ni ot lukavija.

Zaštoto Tvoe e carstvoto i silata i slavata vo veki.

Amin.